# نفق ستاد للسفن
نفق ستاد للسفن هو مشروع مخطط لإنشاء قناة ونفق لتجاوز شبه جزيرة ستاد في النرويج  تعد شبه الجزيرة من أكثر المناطق تعرضًا على الساحل ، حيث لا توجد جزر بعيد لحمايتها من العوامل الجوية. كان هذا القسم تقليديًا من أخطر المناطق على طول ساحل النرويج. عند بنائه سيكون أول نفق سفن بالحجم الكامل في العالم طوله يصل الي الف وثماني مئة  ؛وعرضه يصل الي سبعه وثلاثون متر 

## تاريخ
في عام 2013 ، تم تضمين النفق في خطة النقل الوطنية لأول مرة.
في عام 2021 ، تلقت سلطة السواحل النرويجية إذنًا من وزارة النقل النرويجية لبدء الاستعدادات لبناء نفق السفينة.